# František Mysliveček
František Mysliveček (sinh ngày 19 tháng 6 năm 1965) là một cầu thủ bóng đá người Séc.

## Sự nghiệp câu lạc bộ
František Mysliveček đã từng chơi cho JEF United Ichihara, Ventforet Kofu và Brummell Sendai.

## Thống kê câu lạc bộ

### J.League
| Đội                 | Năm       | J.League | J.League | J.League Cup | J.League Cup | Tổng cộng | Tổng cộng |
| Đội                 | Năm       | Trận     | Bàn      | Trận         | Bàn          | Trận      | Bàn       |
| ------------------- | --------- | -------- | -------- | ------------ | ------------ | --------- | --------- |
| JEF United Ichihara | 1992      | -        | -        | 9            | 1            | 9         | 1         |
| JEF United Ichihara | 1993      | 14       | 1        | 0            | 0            | 14        | 1         |
| JEF United Ichihara | 1994      | 14       | 0        | 0            | 0            | 14        | 0         |
| Tổng cộng           | Tổng cộng | 28       | 1        | 9            | 1            | 37        | 2         |